# Gaafu Alif
Cette page contient des caractères et des mots thâna comme ހ ou ފ. En cas de problème, consultez l’article Thâna ou testez votre navigateur.
Gaafu Alif est une subdivision des Maldives composée de la partie Nord de l'atoll Huvadhu. Ses 12 116 habitants se répartissent sur 10 des 82 îles qui composent la subdivision. Sa capitale est Vilingili.